# Spin
Na mecânica quântica o termo spin ("giro", em inglês ) associa-se, sem rigor, às possíveis orientações que partículas subatômicas carregadas, como o próton e o elétron, e alguns núcleos atômicos podem apresentar quando imersas em um campo magnético.
Embora o termo tenha surgido da ideia de que os elétrons "giravam" em torno de si mesmos, e embora geralmente associado à ideia de momento magnético das partículas uma vez que partículas carregadas, quando em movimento de rotação, da mesma forma que uma volta de fio percorrido por uma corrente elétrica, produzem campos magnéticos, esta descrição não é adequada para os nêutrons, que não possuem carga elétrica; também não é capaz de explicar valores de spin observados em certos núcleos atômicos, a exemplo {\textstyle {\frac {7}{2}}} para o U235. Nestes casos, o termo spin é encarado simplesmente como um quarto número quântico, necessário à definição dos estados quânticos destas partículas quando em  estados discretos de energia em sistemas confinados, a exemplo nos orbitais em um átomo ou nos estados de energia em um gás de férmions.
O termo spin em mecânica quântica liga-se ao vetor momento angular intrínseco de uma partícula e às diferentes orientações (quânticas) deste no espaço, embora o termo seja muitas vezes incorretamente atrelado não ao momento angular intrínseco mas ao momento magnético intrínseco das partículas, por razões experimentais. Os vetores momentos angular e momento magnético intrínsecos de uma partícula são acoplados através de um fator giromagnético que depende da carga e da espécie de partícula, e uma partícula que tenha carga e spin (angular) não nulos terá um momento magnético não nulo. Experimentalmente o momento magnético é muito mais acessível do que o momento angular em si em virtude da interação deste com corpos magnéticos e eletromagnéticos, e o momento angular intrínseco (spin) de partículas carregadas, acaba sendo inferido a partir de seu momento magnético intrínseco.
O spin é considerado hoje uma entidade matemática que estabelece qual dentre as estatísticas disponíveis, a citar: a estatística de Fermi-Dirac para férmions (partículas com spin semi-inteiro), a estatística de Maxwell–Boltzmann (para partículas clássicas não interagentes) e a estatística de Bose-Einstein para bósons (partículas com spin inteiro) deve ser utilizada para a correta descrição termodinâmica dos entes físicos em questão quando no âmbito da mecânica quântica. Estabelece também os detalhes da aplicação da estatística correta por definir o número máximo de partículas em cada estado energético disponível: para férmions, 2 partículas no caso de spin {\textstyle {\frac {1}{2}}} (elétrons na eletrosfera, nos orbitais de um átomo, a exemplo), 4 para spin {\textstyle {\frac {3}{2}}}, 6 para spin {\textstyle {\frac {5}{2}}} ... , para bósons com spin inteiros e infinitas partículas por estado disponível. Associa-se diretamente ao momento angular intrínseco das partículas, sendo necessário à descrição desta grandeza e portanto caracteriza-se não só como uma entidade matemática, mas também como uma entidade física indispensável à descrição dos Sistemas Quânticos.
O spin não possui uma interpretação clássica, ou seja, é um fenômeno estritamente quântico, e sua associação com o movimento de rotação das partículas sobre seu eixo - uma visão clássica - deixa muito a desejar.
Existe uma relação entre o spin de Dirac e o experimento de Stern-Gerlach onde há uma interconexão entre teoria e experimento na física quântica, destacando a natureza quantizada do spin das partículas. 
Esses conceitos estão profundamente interligados, no qual, a teoria do spin de Dirac oferece uma explicação teórica robusta para a existência do spin, enquanto o experimento de Stern Gerlach valida essa teoria, demonstrando experimentalmente a quantização do spin das partículas. 
Essa relação entre teoria e experimento é fundamental para nossa compreensão do comportamento quântico das partículas. Assim, a relação entre o spin de Dirac e o experimento de Stern-Gerlach reside na teoria que fundamenta a existência do spin descrita pela equação de Dirac na teoria quântica de campos (Dirac) e na demonstração experimental da quantização do spin momento angular intrínseco das partículas mostrando que ele pode assumir apenas valores discretos em direções específicas (Stern-Gerlach). Ambos os conceitos se conectam na compreensão do comportamento quântico fundamental das partículas com spin. 

## História
O spin foi descoberto no contexto do espectro de emissão de metais alcalinos. Em 1924, Wolfgang Pauli introduziu o que ele chamou de "bifurcação de valores não descritível classicamente" associada ao elétron na camada mais externa. Isso permitiu a formulação do princípio de exclusão de Pauli, afirmando que dois elétrons não podem ter o mesmo estado quântico no mesmo sistema quântico.
A interpretação física do "grau de liberdade" de Pauli era inicialmente desconhecida. Ralph Kronig, um dos assistentes de Landé, sugeriu no início de 1925 que isso era produzido pela auto-rotação do elétron. Quando Pauli ouviu falar sobre a ideia, ele a criticou severamente, observando que a superfície hipotética do elétron teria que estar se movendo mais rápido do que a velocidade da luz para que ele girasse rápido o suficiente para produzir o momento angular necessário. Isso violaria a teoria da relatividade. Em grande parte devido à crítica de Pauli, Kronig decidiu não publicar sua ideia.
No outono de 1925, o mesmo pensamento surgiu nos físicos holandeses George Uhlenbeck e Samuel Goudsmit na Universidade de Leiden. Aconselhados por Paul Ehrenfest, eles publicaram seus resultados. Encontraram uma resposta favorável, especialmente depois que Llewellyn Thomas conseguiu resolver uma discrepância de um fator dois entre os resultados experimentais e os cálculos de Uhlenbeck e Goudsmit (e os resultados não publicados de Kronig). Essa discrepância era devida à orientação do espaço tangente do elétron, além de sua posição.
Matematicamente falando, é necessária uma descrição de fibras. O efeito do espaço tangente é aditivo e relativista; ou seja, ele desaparece se c for para o infinito. É a metade do valor obtido sem considerar a orientação do espaço tangente, mas com sinal oposto. Assim, o efeito combinado difere deste último por um fator dois (precessão de Thomas, conhecida por Ludwik Silberstein em 1914).
Apesar de suas objeções iniciais, Pauli formalizou a teoria do spin em 1927, usando a teoria moderna da mecânica quântica inventada por Schrödinger e Heisenberg. Ele foi pioneiro no uso das matrizes de Pauli como representação dos operadores de spin e introduziu uma função de onda spinorial de dois componentes. Uhlenbeck e Goudsmit trataram o spin como surgindo da rotação clássica, enquanto Pauli enfatizou que o spin é uma propriedade intrínseca e não clássica.
A teoria do spin de Pauli era não-relativística. No entanto, em 1928, Paul Dirac publicou a equação de Dirac, que descrevia o elétron relativístico. Na equação de Dirac, um spinor de quatro componentes (conhecido como "spinor de Dirac") foi usado para a função de onda do elétron. O spin relativístico explicou a anomalia giromagnética, que foi (em retrospecto) observada pela primeira vez por Samuel Jackson Barnett em 1914 (ver efeito Einstein-de Haas). Em 1940, Pauli provou o teorema spin-estatística, que afirma que férmions têm spin semi-inteiro e bósons têm spin inteiro.
Em retrospecto, a primeira evidência experimental direta do spin do elétron foi o experimento Stern-Gerlach de 1922. No entanto, a explicação correta desse experimento foi dada apenas em 1927.

## Spineletrônico
Evidências de que os elétrons podem apresentar movimento de rotação em dois sentidos diferentes foram obtidas em 1921 pelos físicos alemães Otto Stern e Walther Gerlach. Eles empregaram uma séries de experiências, com a finalidade de comprovar as suas evidências.
As experiências consistiram na passagem de um feixe de átomos metálicos, vaporizados, por um campo magnético não-homogêneo. Com alguns metais não houve desvio do feixe, enquanto outros, como o sódio, sofreram desvio. Era sabido que um feixe de partículas como elétrons ou íons, sofre desvio ao passar por um campo magnético. Contudo, átomos não têm carga elétrica. Para explicar esse fenômeno, foram atribuídos aos eléctrons dois possíveis sentidos de rotação, chamados spins.
Um átomo de sódio possui 11 elétrons dos quais 10 estão emparelhados em cinco orbitais. Quando dois elétrons estão emparelhados num orbital, seus spins estão em direções opostas, havendo assim uma compensação de forças magnéticas. Entretanto, o último elétron do sódio está desemparelhado, e a força no átomo devido à presença deste único elétron desemparelhado produz o desvio do feixe. O fato de que o feixe de átomos é dividido em dois componentes, mostra que numa metade dos átomos os spins, inclusive do elétron desemparelhado, estão em uma direção, e na outra metade os spins estão na direção oposta. Os átomos com todos os elétrons emparelhados não sofrem desvio.
Em uma terminologia química, dois elétrons com spins em sentidos opostos são ditos spins antiparalelos. As substâncias que possuem um ou mais elétrons desemparelhados são atraídas — porém, fracamente — em um campo magnético. Estas substâncias são chamadas paramagnéticas. Aquelas que não possuem elétrons desemparelhados — não sendo, portanto — atraídas em campo magnético, são chamadas diamagnéticas. A intensidade da atração depende, logicamente, do número de elétrons desemparelhados na substância.
O termo "rotação" não é o mais apropriado, pois leva à ideia do elétron como partícula apenas, contradizendo seu comportamento dual como partícula-onda. Todavia, por falta de um termo mais apropriado para elucidar a ideia do spin, este continua sendo considerado como rotação.

## Spin de partículas elementares
Partículas elementares, tais como os fótons, elétrons e os quarks, são partículas que não podem ser divididas em partes menores. Teorias e estudos experimentais têm mostrado que o spin, presente nessas partículas, não pode ser explicado por postulações clássicas, onde partículas menores tendem a orbitar em volta de um centro de massa. O spin que essas partículas apresentam é uma propriedade física intrínseca, como a propriedade de carga elétrica e massa. Na mecânica quântica, o momento angular de qualquer sistema é expresso pela equação abaixo:
{\displaystyle S=\hbar {\sqrt {s(s+1)}}}
Onde {\displaystyle \hbar } é a constante de Planck reduzida {\displaystyle {\frac {h}{2\pi }}}, e o número quântico do spin s é uma fração na forma {\displaystyle s={\frac {n}{2}}} , onde n pode ser qualquer número inteiro não-negativo. Assim, s pode assumir os valores  0, {\textstyle {\ce {{\frac {1}{2}}}}}, 1, {\textstyle {\frac {3}{2}}}, 2, etc. A fração do número quântico é a maior diferença entre o momento angular orbital do spin. O valor de s depende unicamente do tipo de partícula, não podendo ser alterada de forma alguma, ao contrário da direção do spin.

## Spin de partículas compostas
O spin de partículas compostas, tais como próton, constituído pela soma dos spins das partículas em órbita em determinado momento angular. O spin de partículas compostas está sujeita às mesmas leis que regem o spin de partículas elementares. Partículas compostas sofrem spin sob circunstâncias matemáticas determinadas, tais como as partículas elementares; por exemplo, o spin de um próton é igual a {\textstyle {\ce {-{\frac {1}{2}}}}}, da mesma forma que um pósitron.

## Spin de átomos e moléculas
O spin de átomos e moléculas é igual a soma dos spins dos elétrons constituintes de cada um. Mais sobre o assunto, consulte paramagnetismo.

## Formulação Matemática
Todas as partículas elementares, tais como: prótons, nêutrons, elétrons, etc. possuem um momento angular intrínseco chamado SPIN, símbolo S. Não existe análogo clássico que poderia permitir a definição de spin, tal como
{\displaystyle {\vec {S}}={\vec {r}}\wedge {\vec {p}}_{s}={\vec {r}}\times {\vec {p}}_{s}}
duma maneira similar à definição do momento angular orbita
{\displaystyle {\vec {L}}={\vec {r}}\wedge {\vec {p}}={\vec {r}}\times {\vec {p}}}
O módulo de S é {\displaystyle {\frac {1}{2}}\hbar }.
Spin é uma propriedade interna da partícula, como a massa ou a carga .
Constitui uma coordenada ou grau de liberdade adicional na formulação da mecânica quântica.

### Regras de Comutação
Estas são exatamente as mesmas que as do momento angular orbital, isto é:
{\displaystyle \lfloor {{\check {S}}_{x},{\check {S}}_{y}}\rfloor =i\hbar {\check {S}}_{z}}, etc
{\displaystyle \lfloor {{\check {S}}^{2},{\check {S}}_{z}}\rfloor =0}, etc
{\displaystyle \lfloor {{\check {S}}_{z},{\check {S}}_{+}}\rfloor =\hbar {\check {S}}_{+}}, etc

## Funções de onda ou Spinores
Estas são denotadas por {\displaystyle |s\mu \rangle } onde {\textstyle s={\frac {1}{2}}} e {\textstyle \mu =\pm {\frac {1}{2}}}.
De modo que o estado de spin para cima será denotado por:
{\displaystyle \chi _{\text{up}}={\Bigg (}{\frac {1}{0}}{\Bigg )}={\Bigg |}{\frac {1}{2}}{\frac {1}{2}}{\Bigg \rangle }}
e o estado de  a spin para baixo por
{\displaystyle \chi _{\text{down}}={\Bigg (}{\frac {0}{1}}{\Bigg )}={\Bigg |}{\frac {1}{2}},-{\frac {1}{2}}{\Bigg \rangle }}
Os spinores são, simultaneamente, auto-funções dos operadores de spin {\displaystyle {\check {S}}^{2}} e {\displaystyle {\check {S}}^{z}}:
{\displaystyle {\begin{aligned}&S^{2}{\Bigg |}{\frac {1}{2}},-{\frac {1}{2}}{\Bigg \rangle }={\frac {1}{2}}{\Bigg (}{\frac {1}{2}}+1{\Bigg )}\hbar ^{2}{\Bigg |}{\frac {1}{2}}{\frac {1}{2}}{\Bigg \rangle }={\frac {3}{4}}\hbar ^{2}{\Bigg |}{\frac {1}{2}}{\frac {1}{2}}{\Bigg \rangle }\\&S_{z}{\Bigg |}{\frac {1}{2}}{\frac {1}{2}}{\Bigg \rangle }={\frac {1}{2}}\hbar {\Bigg |}{\frac {1}{2}}{\frac {1}{2}}{\Bigg \rangle }\;e\;S_{z}{\Bigg |}{\frac {1}{2}},-{\frac {1}{2}}{\Bigg \rangle }=-{\frac {1}{2}}\hbar {\Bigg |}{\frac {1}{2}},-{\frac {1}{2}}{\Bigg \rangle }\end{aligned}}}
Assim, a álgebra dos operadores de momento angular orbital pode ser aplicada diretamente para os operadores de spin.